# Aldealabad del Mirón
Aldealabad del Mirón es una localidad del municipio español de El Mirón, en la provincia de Ávila, en la comunidad autónoma de Castilla y León.

## Situación
Es una pequeña Aldea ubicada en el extremo Occidental de la provincia de Ávila, abarcando su término municipal 12,15 km² y dependiente del Ayuntamiento de El Mirón. Limita al Oeste y Noroeste con los términos de El Mirón y Mercadillo al este con Arevalillo y al sur con Collado del Mirón.

## Relieve

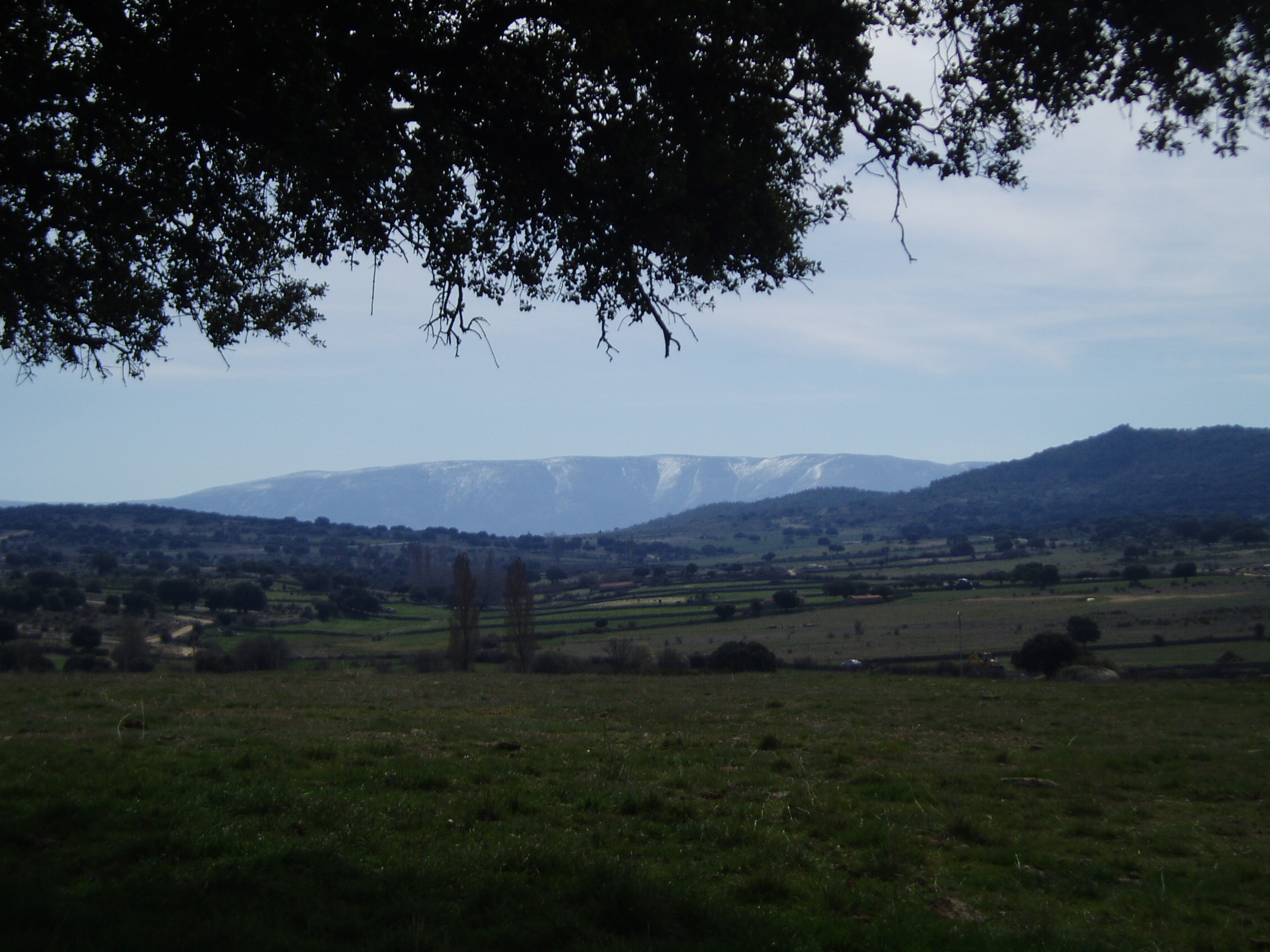
Penillanura poligénica.

El término municipal forma parte de una amplia penillanura poligénica, junto a las estribaciones del Sistema Central, donde afloran únicamente los materiales antiguos del zócalo metamorfizados en buena parte y arrasados por la erosión hasta convertirse en una penillanura.
Constituye en su conjunto una morfología de continuas ondulaciones que va desde los 900 metros en los valles a los 1.200 metros en las crestas. Topónimos como la lomas, alto de los llanos, capote, cabezota, valhondo o los horcajos son el fiel reflejo de esa morfología.

## Clima
El clima es de tipo mediterráneo de invierno frío o según otros autores de tipo mediterráneo continentalizado. Se mantiene el rasgo básico mediterráneo del verano seco, pero se acusa la continentalidad en el invierno frío: media de enero menor de 6° y de 5 a 6 meses inferiores a 10° veranos cortos y poco calurosos, no se suele superar los 22 °C y en cambio los inviernos son fríos y largos con frecuencia se llega a los – 4 °C. Apenas existen estaciones intermedias.
Las precipitaciones ocasionadas por las borrascas atlánticas, oscilan entre los 300 y 600 mm, con un mínimo en verano y un máximo en invierno.

## Vegetación

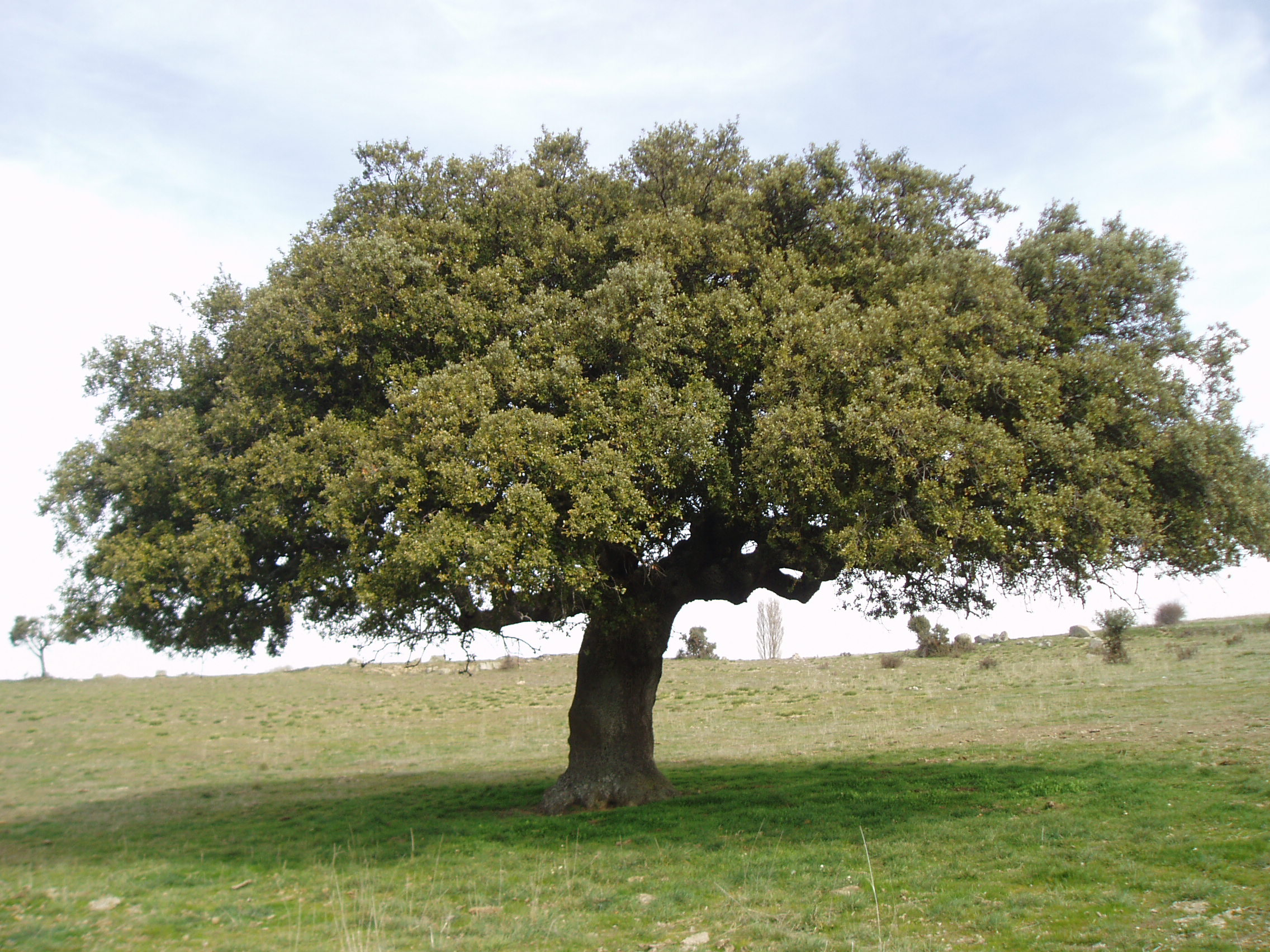
Quercus ilex subsp. rotundifolia.

Predominio del monte bajo donde la encina es la especie arbórea más representativa. Ecológicamente es muy plástica tanto desde el punto de vista climático como edáfico: aguanta bien los rigores del clima y es generadora de un sotobosque y de un microclima apto para unas determinadas especies.
Donde se introduce la degradación del carrascal, aparecen plantas acusadamente xerófilas: tomillo, coscoja, espliego, romero, además de matorrales, espinos y zarzas que constituyen la etapa final del progreso regresivo de la vegetación forestal.
Existen también, asociado a la ribera de los arroyos: álamos, mimbreras, negrillos, etc.

## Poblamiento

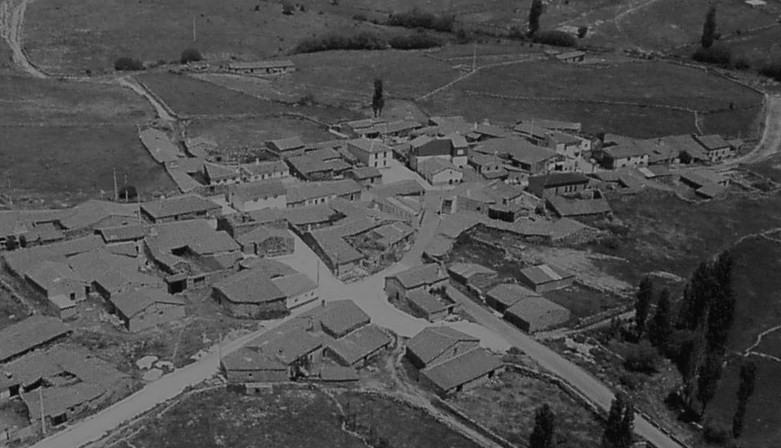
Poblamiento concentrado en un núcleo rural.

Poblamiento concentrado en un pequeño núcleo rural, sus casas están dispuestas unas junto a otras, sin un orden aparente e independientemente de la localización de las respectivas tierras de cultivo, pasto o bosque. 
En la concentración desempeña un papel fundamental el problema de la seguridad. Se impone la necesidad de defender algo: la seguridad personal, la cosecha, el ganado, etc.
La casa rural ha sido tradicionalmente producto de los elementos de que se disponía en el propio territorio en relación con tradiciones y costumbres perpetuadas por los constructores que eran por regla general los futuros moradores.
El elemento básico para la construcción es la piedra granítica, material paleozoico abundante en la zona, dispuesta una sobre otra sin ningún tipo de cemento o unidas mediante barro o mezclado con cal.
Las casas rurales son muy sencillas, con dos plantas como máximo, una dedicada a la vivienda familiar y la otra para guardar la cosecha y que se correspondía con la planta superior (el sobrado).
El tejado a dos vertiente con teja curva, puertas y ventanas generalmente pequeñas, acorde con las circunstancias climatológicas y sociales.
También existen aunque en menor cantidad las casas de adobe, normalmente de una sola planta, con frecuencia apoyadas en un zócalo de uno o dos metros de cantos rodados cementados con barro y el ladrillo solía utilizarse en esquinas y guarniciones, puertas y ventanas.
Las casas nuevas pierden una parte de su interés geográfico y significan una penetración urbana en el mundo rural, lo que trae consigo la total desvinculación de las funciones: vivienda y explotación agraria.

## Demografía
| Gráfica de evolución demográfica de Aldealabad del Mirón entre 1842 y 1910 |
| |
| Población de derecho según los censos de población del INE. Población de hecho según los censos de población del INE.Entre el censo de 1920 y el anterior, este municipio desaparece porque se integra en el municipio El Mirón. |

| 37            | 36 | 31 | 27 | 28 | 28 | 28 | 27 | 23 | 23 | 20 | 13 |
| (Fuente: INE) |    |    |    |    |    |    |    |    |    |    |    |

### Evolución demográfica
- Censo de 1593: "Censo de Tomás González". Había una población de 15 vecinos.
- Censo de 1749: "Catastro de Ensenada". Había una población de 38 vecinos.
- Censo de 1842: “Censo de la Matrícula Catastral”. Había una población de derecho de 80 habitantes y 28 hogares.
- Censo de 1860: Había una población de hecho de 234 habitantes y 55 hogares. Obligó a amojonar los límites municipales y se dieron normas para rotular las calles y numerar los edificios.
- Censo de 1877: Había una población de hecho de 256 habitantes y 75 hogares.
- Censo de 1887: Había una población de hecho de 238 habitantes, una población de Derecho de 252 habitantes y 60 hogares.
- Censo de 1897: Había una población de hecho de 267 habitantes, una población de Derecho de 267 habitantes y 69 hogares.
- Censo de 1900: Había una población de hecho de 283 habitantes, una población de Derecho de 303 habitantes y 75 hogares.
- Censo de 1910: Había una población de hecho de 189 habitantes, una población de Derecho de 287 habitantes y 76 hogares.
- Censo de 1920: Este municipio desaparece porque se integra en el municipio de El Mirón. Así dicho Municipio que en 1910 tenía una población de hecho de 539 habitantes, una población de derecho de 553 habitantes y 150 hogares. En 1920 pasa a una población de hecho de 690 habitantes, población de derecho de 758 habitantes y 214 hogares.

## Economía
Hasta bien entrados los años 70 la actividad fundamental era la agraria: agricultura y ganadería. En menor medida y como complemento económico familiar o a veces de forma principal se desarrollaba una actividad muy conocida en la zona como “venta ambulante de paño” : Camiones cargados de variados artículos de vestir se vendían en los mercadillos, en un principio, de los pueblos más próximos y después por toda la geografía de España.

### Agricultura

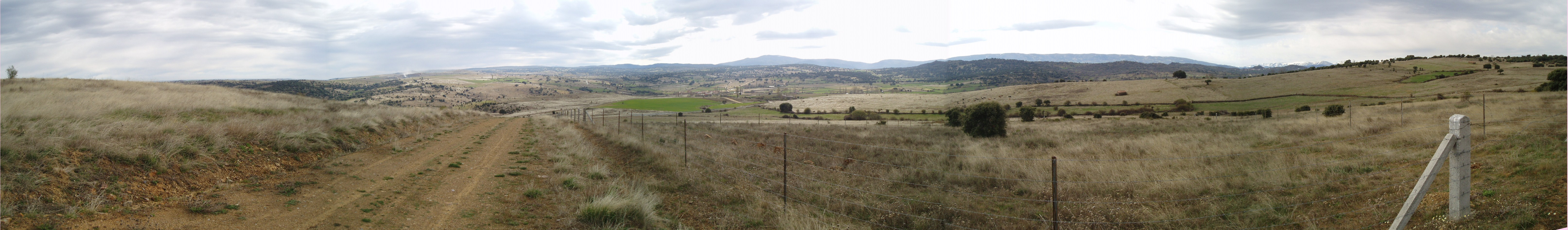
Pastizales, prados y sembrados.

Se trata de una agricultura de autoconsumo.
Dominio general de un paisaje de secano: trigo, cebada y algarrobas como fundamentales, y el centeno, avena, alfalfa, garbanzos y forrajes como secundario. Abundan los cultivos de huerta: legumbres, tomates, pimientos, calabazas, patatas, etc.
Una parte importante del espacio agrícola quedaba cada año en barbecho. Las tierras peores, marginales que conservan algún vuelo montaraz, requerían dos años seguidos de descanso: el primero de erial o baldío, sin cultivar ni labrar. El segundo de barbecho, es decir ya con labores, que preparan la sementera del tercer año.
Aquella baja productividad del año y vez, que se limita a una cosecha cada dos años, en esta otra se reduce a más: a una cada tres años.
A veces en lugares mejores o mejor trabajados lo que era barbecho blanco, totalmente improductivo se ha transformado en barbecho semillado: se labora y deja descansar hasta la primavera (medio-barbecho) y se siembra entonces cebada tremesina, legumbres de ciclo corto, garbanzos o habas. Se consigue así una cosecha por año.

### Ganadería

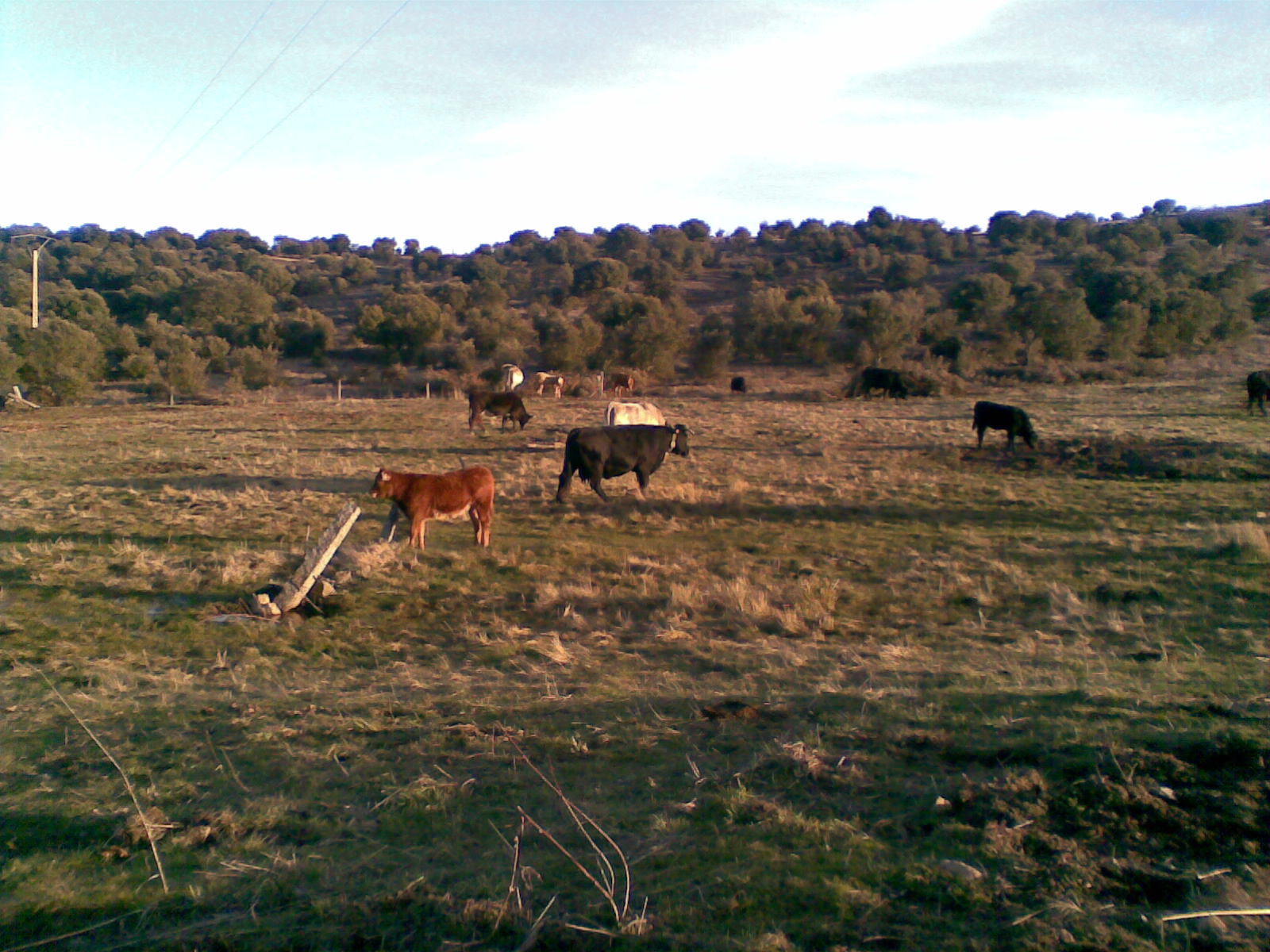
Ganado vacuno: charolés y negra local.

Es difícil precisar la superficie destinada al libre careo de los animales. Suponiendo la total posibilidad de herbaje: prados, pastizajes, eriales, montes abiertos y leñosos. El dominio casi total del paisaje lo constituye los pastizales y eriales y en menor cantidad prados que admiten algún que otro corte, además de aprovechamiento a diente y montes abietos y leñosos.
Se trata principalmente de una ganadería extensiva que campea al libre careo o pasta en los prados, junto a una pequeña porción de ganadería en régimen de estabulación en tinadas o pajares y orientada al mercado.
La cabaña ganadera estaba compuesta esencialmente por ganado bovino, ovino y en menor proporción: caprino, porcino, avícola y equino orientado al consumo interno y como animal de trabajo.
El condicionamiento físico de la altitud, la media esta por encima de los 1.000 metros. El relieve en ondulado con cotas por encima de los 1.200 metros, que favorecen las arroyadas. La dureza del clima con temperaturas extremas y escasez de precipitaciones, han provocado los cortos rendimientos y la baja rentabilidad. Esto unido a la creciente despoblación, la deficiente tecnificación y la reciente concentración parcelaria (2007) hayan provocado en la práctica la desaparición del espacio agrícola en favor del herbáceo. 

## Vía pecuaria
Por la localidad discurre una vía pecuaria de primer orden y conocida en toda la zona: es el llamado Cordel de Extremadura a Santander (Cañada Real Soriana Occidental), que une tierras oliventinas de Valverde de Leganés (Badajoz) con los pastos del Burgo de Osma y de los Cameros (Soria).
Penetra en la provincia de Ávila por el término de Santa María del Cubillo y pasa después a la jurisdicción de Ávila capital. Atraviesa los términos de Martiherrero, Casasola y de Sanchorreja, donde confluye con la Leonesa.
Discurre hacia el Oeste por Gallegos, Chamartín, Cillán y Muñico. Sigue hacia el término de Cabezas y se dirige hacia el Sur por Pascualcobo y Zapardiel de la Cañada, donde atraviesa el Cordel de las Merinas. Abandona la provincia cruzando los términos de Arevalillo, Aldealabad del Mirón y El Mirón, y se interna en la provincia de Salamanca por el Puente del Congosto. La longitud de esta vía es de más de 840 km, de los cuales 90 discurren por la provincia de Ávila.

## Fiestas y tradiciones

### Fiestas
- 8 de septiembre:

- 12:00 h. Santa Misa en honor a la Virgen Nuestra Señora de la Natividad, patrona de la localidad.
- 12:30 h. salida de la Imagen en procesión.
- Primer Fin de Semana de Agosto:

Sábado:
- 10:00 h. Pasacalles a cargo de un grupo de dulzaineros, que recorren las calles del pueblo acompañados por gente de dicha localidad.
- 12:00 h. Santa Misa en honor a la Virgen Nuestra Señora de la Natividad, patrona de la localidad.
- 12:30 h. salida de la Imagen en procesión.
Domingo:
- 12:00 h. Santa Misa en honor a la Virgen Nuestra Señora de la Natividad, patrona de la localidad.
- 12.30 h. Degustación de paella en la plaza del pueblo, hecha in situ por un especialista.

### Tradiciones
- La matanza: Al uso tradicional.
- El juego de la calva.
- Juegos de cartas: la brisca, el tute y el mus.